# Горная Пролейка
Горная Пролейка — село в Дубовском районе Волгоградской области, административный центр Горнопролейское сельского поселения. 
Население — 1327 (2021).

## География
Село расположено в степи в пределах Приволжской возвышенности, относящейся к Восточно-Европейской равнине, на западном берегу Волгоградского водохранилища чуть выше устья реки Пролейки, на высоте 72 метра над уровнем моря. Местность имеет значительный уклон по направлению к водохранилищу. Рельеф местности холмисто-равнинный, осложнён балками и оврагами. Почвы — каштановые. Почвообразующие породы — пески.
По автомобильным дорогам расстояние до областного центра города Волгограда составляет 100 км, до районного центра города Дубовка — 51 км. К селу имеется асфальтированный подъезд от федеральной автодороги Р228 (7,4 км)
Климат
Климат умеренный континентальный с жарким летом и малоснежной, иногда с большими холодами, зимой. Согласно классификации климатов Кёппена климат характеризуется как влажный континентальный (индекс Dfa). Температура воздуха имеет резко выраженный годовой ход. Среднегодовая температура положительная и составляет +7,6 °С, средняя температура января −8,5 °С, июля +23,7 °С. Расчётная многолетняя норма осадков — 392 мм, наибольшее количество осадков выпадает в июне (45 мм), наименьшее в марте (22 мм).
Часовой пояс
Горная Пролейка, как и вся Волгоградская область, находится в часовой зоне МСК (московское время). Смещение применяемого времени относительно UTC составляет +3:00.

## Население
Динамика численности населения по годам:
| 1897 | 1911 | 2002 |
| ---- | ---- | ---- |
| 2908 | 3351 | 1315 |

| 1860  | 1882  | 1891  | 1894  | 2010  | 2012  | 2013  |
| ----- | ----- | ----- | ----- | ----- | ----- | ----- |
| 1231  | ↗2102 | ↗2431 | ↗2667 | ↘1310 | ↗1316 | ↗1332 |
| 2014  | 2015  | 2016  | 2017  | 2018  | 2019  | 2020  |
| ↗1366 | ↘1352 | ↗1369 | ↘1342 | ↘1338 | ↘1331 | ↗1337 |
| 2021  |       |       |       |       |       |       |
| ↘1327 |       |       |       |       |       |       |

## История
Село основано на месте казачьего форпоста на речке Горная Пролейка, который использовался для охраны Царицынской линии. В 1781 году пустующие земли осматривают представители крестьян на предмет их заселения.  
И в 1787 году приезжают первые семьи из селений Донское (Липецкая область), Левая Россошь, Донское 1-е и Красный Лог (Каширский район). Старожилы говорят,  что село Горная Пролейка было разделено на четыре части и названия даны в честь тех мест,  откуда пришли их предки (Сепота, Моковщина, Патриаршее, Курандино). С момента заселения и до отмены крепостного права, там живут экономические крестьяне. 
В 1798 году строится церковь Архангела Михаила. В 1820 году уже построена церковь Иоанно-Богослова. 
В 1848 году в селе  6 мельниц (водяные и ветряные), ими владеют крестьяне и только одна общественная, сдаваемая в аренду. 
В 1856 (согласно 9 ревизии) часть семей   крестьян переселяют через Волгу на луговую часть, образуя Луговую Пролейку.
Старостами села в разные годы были: Андрей Рублев, Федор Петрухин. Церковными старостами избирались Григорий Иванов Дрынкин, Федор Кочетов, Леонтий Скуридов. Алексей Антропов был попечителем местной церковно-приходской школы. 
С 1848 по 1880 год Горная Пролейка относилась к Камышенскому уезду. 
В 1860 годы Ивановская волость.
В 1880е годы Песковатская волость. 
1885 - Балыклейская и в 1902 Пролейская волость.
В 1883 году в селе открыто 2 фельдшерских пункта. 
В 1887 году открыта церковно-приходская школа, в 1889 году — земская школа. В 1896 году в Пролейке была открыта библиотека.
Жители занимались хлебопашеством, бахчеводством, отчасти рыболовством. В 1894 году в селе имелись три водяные мукомольные мельницы, действовала казённая почтовая станция. Не позднее 1910 года выделена отдельная Пролейская волость.
В 1919 году село в составе Царицынского уезда включено в состав Царицынской губернии.
В 1928 году включено в состав Дубовского района Нижне-Волжского края (с 1934 года Сталинградского края). В 1935 году включено в состав Балыклейского района края (с 1936 года — Сталинградской области, с 1962 года — Волгоградской области).
В 1932 году принято постановление о закрытии Иоанно-Богословской церкви.
В 1952 году было принято решение о переносе в связи со строительством Сталинградской ГЭС села Горная Пролейка на новое место — выше зоны затопления.
В 1963 году в связи с ликвидацией Балыклейского района село было включено в состав Дубовского района.

## Известные люди
- Куликов, Алексей Тимофеевич — Герой Советского Союза
- Петрухин Семен Степанович - участвовал в штурме Зимнего Дворца
- Бушнев Иван Степанович -  советский конструктор бронетехники, инженер - капитан.